# Casale Foot Ball Club 1930-1931
Questa voce raccoglie le informazioni riguardanti il Casale Foot Ball Club nelle competizioni ufficiali della stagione 1930-1931.

## Stagione
Nella stagione 1930-1931 il neopromosso Casale disputa il primo campionato di Serie A a girone unico della sua storia. Raccoglie 21 punti con il terz'ultimo posto, ma sufficiente a mantenere la prestigiosa categoria. Sono retrocesse Livorno con 20 punti ed il Legnano con 19 punti. Allenato da Angelo Mattea nel doppio compito di allenatore e giocatore. Al termine del girone di andata con soli 8 punti il Casale è penultimo, poi nel girone di ritorno raccoglie 13 punti, ottenendo una miracolosa salvezza. Tra i nerostellati in fatto di reti, ha raggiunto la doppia cifra Luigi Demarchi che ha firmato 10 reti.

## Divise
| Prima maglia |

## Organigramma societario
Area tecnica
- Allenatore: Angelo Mattea

## Rosa
| N. |                   | Ruolo | Calciatore          |
| -- | ----------------- | ----- | ------------------- |
|    | Italia (bandiera) | P     | Vincenzo Provera    |
|    | Italia (bandiera) | P     | Giovanni Roletto    |
|    | Italia (bandiera) | D     | Giovanni Mandrino   |
|    | Italia (bandiera) | D     | Alberto Mazzucco    |
|    | Italia (bandiera) | D     | Giordano Roggero    |
|    | Italia (bandiera) | D     | Giuseppe Terzano    |
|    | Italia (bandiera) | D     | Giuseppe Ticozzelli |
|    | Italia (bandiera) | C     | Emanuele Boltri     |
|    | Italia (bandiera) | C     | Ezio Borgo          |
|    | Italia (bandiera) | C     | Romolo Castellazzi  |
|    | Italia (bandiera) | C     | Piero Castello      |
|    | Italia (bandiera) | C     | Mario Celoria       |
|    | Italia (bandiera) | C     | Giovanni Greppi     |

| N. |                   | Ruolo | Calciatore         |
| -- | ----------------- | ----- | ------------------ |
|    | Italia (bandiera) | C     | Attilio Leporati   |
|    | Italia (bandiera) | C     | Eraldo Patrucco    |
|    | Italia (bandiera) | C     | Armando Riso       |
|    | Italia (bandiera) | A     | Luigi Demarchi     |
|    | Italia (bandiera) | A     | Mario Gardini      |
|    | Italia (bandiera) | A     | Luigi Leone        |
|    | Italia (bandiera) | A     | Ernesto Lino       |
|    | Italia (bandiera) | A     | Carlo Martinotti   |
|    | Italia (bandiera) | A     | Angelo Mattea      |
|    | Italia (bandiera) | A     | Enrico Migliavacca |
|    | Italia (bandiera) | A     | Ernesto Molghera   |
|    | Italia (bandiera) | A     | Angelo Montiglio   |
|    | Italia (bandiera) | A     | Paolo Patrucchi    |

## Risultati

### Serie A

#### Girone di andata
| Arbitro: | Mazzarini (Roma) |

|                                                    |           |            |
| Ferrero 4’ Conti 22’ Serantoni 23’ Meazza 43’, 70’ | Marcatori | 86’ Mattea |

| Arbitro: | Dani (Genova) |

|           |           |                   |
| Borgo 30’ | Marcatori | 23’ (aut.) Boltri |

| Arbitro: | Bertoli (Vicenza) |

|                      |           |  |
| Orsi 68’ (rig.), 82’ | Marcatori |  |

| Arbitro: | Gama (Milano) |

|                        |           |                                       |
| Borgo 29’ Demarchi 82’ | Marcatori | 10’, 19’ B. Castellani 90’ De Manzano |

| Arbitro: | Guarnieri (Milano) |

|           |           |  |
| Okely 20’ | Marcatori |  |

| Arbitro: | Giorgi (Gallarate) |

|                  |           |  |
| Ranelli 41’, 50’ | Marcatori |  |

| Arbitro: | Mastellari (Bologna) |

|              |           |  |
| Demarchi 41’ | Marcatori |  |

| Arbitro: | Giorgi (Gallarate) |

|                             |           |            |
| Bernardini 9’ Volk 15’, 52’ | Marcatori | 79’ Mattea |

| Arbitro: | Barlassina (Novara) |

|                                  |           |                              |
| Demarchi 5’ (rig.) Montiglio 12’ | Marcatori | 49’ Gatti 88’ (aut.) Roggero |

| Arbitro: | Tassinari (Firenze) |

|                                                     |           |  |
| Montiglio 9’ Demarchi 11’ Gardini 16’ Patrucchi 74’ | Marcatori |  |

| Arbitro: | Turbiani (Ferrara) |

|                         |           |  |
| Avalle 26’ Chierico 62’ | Marcatori |  |

| Arbitro: | Dani (Genova) |

|                                                 |           |  |
| Corsetti 30’ Faccenda 41’, 71’, 80’ Giraldi 85’ | Marcatori |  |

| Arbitro: | Tassinari (Firenze) |

|                                               |           |              |
| Patrucchi 20’ Gardini 47’ Manzotti 78’ (aut.) | Marcatori | 72’ Lombatti |

| Arbitro: | Dani (Genova) |

|              |           |  |
| A. Borel 23’ | Marcatori |  |

| Arbitro: | Lenti (Genova) |

|  |           |                |
|  | Marcatori | 20’, 63’ Vojak |

| Arbitro: | Biancone (Roma) |

|              |           |                                   |
| Demarchi 61’ | Marcatori | 30’ Reguzzoni 67’ (aut.) Castello |

| Arbitro: | Scorzoni (Bologna) |

|                                                           |           |  |
| Sternisa 16’ Torriani 61’ Arcari III 73’ Santagostino 85’ | Marcatori |  |

#### Girone di ritorno
| Arbitro: | Tassinari (Firenze) |

|              |           |  |
| Demarchi 20’ | Marcatori |  |

| Arbitro: | Tassinari (Firenze) |

|           |           |  |
| Rizzi 50’ | Marcatori |  |

| Arbitro: | Barlassina (Novara) |

|  |           |              |
|  | Marcatori | 64’ Munerati |

| Arbitro: | Giulini (Milano) |

|              |           |                         |
| Pasinati 14’ | Marcatori | 2’ Gardini 26’ Demarchi |

| Arbitro: | Mastellari (Bologna) |

|  |           |                          |
|  | Marcatori | 40’ Pastore 85’ Nicolosi |

| Casale Monferrato 22 marzo 1931 23ª giornata | Casale           | 0 – 0 | Brescia | Stadio Natale Palli\| Arbitro: \| Casetta (Milano) \| |
| Arbitro:                                     | Casetta (Milano) |       |         |                                                       |

| Arbitro: | Giulini (Milano) |

|                    |           |  |
| Ansaldo 81’ (rig.) | Marcatori |  |

| Arbitro: | Zorzi (Belluno) |

|  |           |                                         |
|  | Marcatori | 35’ Chini Ludueña 48’ Lombardo 65’ Volk |

| Arbitro: | Barlassina (Novara) |

|             |           |            |
| Zanello 50’ | Marcatori | 44’ Boltri |

| Arbitro: | Tassinari (Firenze) |

|             |           |  |
| Colombo 17’ | Marcatori |  |

| Vercelli 24 maggio 1931 28ª giornata | Casale                 | 0 – 0 | Alessandria | Campo piazza Conte di Torino\| Arbitro: \| Melandri (Cairo Mont.) \| |
| Arbitro:                             | Melandri (Cairo Mont.) |       |             |                                                                      |

| Arbitro: | Rovida (Milano) |

|                              |           |                        |
| Celoria 7’, 85’ Demarchi 32’ | Marcatori | 43’, 65’ C. Castellani |

| Arbitro: | Guarnieri (Milano) |

|                              |           |               |
| Celoria 34’, 37’ Gardini 70’ | Marcatori | 60’ Libonatti |

| Arbitro: | Ciamberlini (Genova) |

|                                                    |           |             |
| A. Mazzoni 2’, 66’ Lombatti 10’, 60’ Piccaluga 77’ | Marcatori | 70’ Gardini |

| Arbitro: | Garbieri (Genova) |

|                 |           |  |
| A. Sallustro 4’ | Marcatori |  |

| Arbitro: | Melandri (Genova) |

|                                                      |           |            |
| A. Busini 4’, 46’, 62’ Schiavio 69’, 76’ Fedullo 87’ | Marcatori | 2’ Gardini |

| Arbitro: | Turbiani (Ferrara) |

|                                |           |                          |
| Castello 16’ Demarchi 50’, 77’ | Marcatori | 3’ G. Rossi 70’ Magnozzi |

## Statistiche

### Statistiche di squadra
| Competizione | Punti | In casa | In casa | In casa | In casa | In casa | In casa | In trasferta | In trasferta | In trasferta | In trasferta | In trasferta | In trasferta | Totale | Totale | Totale | Totale | Totale | Totale | DR  |
| Competizione | Punti | G       | V       | N       | P       | Gf      | Gs      | G            | V            | N            | P            | Gf           | Gs           | G      | V      | N      | P      | Gf     | Gs     | DR  |
| ------------ | ----- | ------- | ------- | ------- | ------- | ------- | ------- | ------------ | ------------ | ------------ | ------------ | ------------ | ------------ | ------ | ------ | ------ | ------ | ------ | ------ | --- |
| Serie A      | 21    | 17      | 7       | 4       | 6       | 24      | 22      | 17           | 1            | 1            | 15           | 7            | 42           | 34     | 8      | 5      | 21     | 31     | 64     | -33 |

### Statistiche individuali
| Giocatore      | Serie A  | Serie A |
| Giocatore      | Presenze | Reti    |
| -------------- | -------- | ------- |
| E. Boltri      | 32       | 1       |
| E. Borgo (II)  | 11       | 2       |
| R. Castellazzi | 1        | 0       |
| P. Castello    | 34       | 1       |
| M. Celoria     | 10       | 4       |
| L. Demarchi    | 27       | 10      |
| M. Gardini     | 29       | 6       |
| G. Greppi      | 1        | 0       |
| L. Leone       | 4        | 0       |
| A. Leporati    | 23       | 1       |
| E. Lino        | 6        | 0       |
| G. Mandrino    | 9        | 0       |
| C. Martinotti  | 1        | 0       |
| A. Mattea      | 13       | 2       |
| A. Mazzucco    | 9        | 0       |
| E. Migliavacca | 16       | 0       |
| E. Molghera    | 6        | 0       |
| A. Montiglio   | 20       | 2       |
| P. Patrucchi   | 32       | 2       |
| E. Patrucco    | 4        | 0       |
| V. Provera     | 25       | -49     |
| A. Riso        | 3        | 0       |
| G. Roggero     | 33       | 0       |
| G. Roletto     | 9        | -15     |
| G. Terzano     | 3        | 0       |
| G. Ticozzelli  | 13       | 0       |